# 水晶瀑布鎮區 (密歇根州)
水晶瀑布鎮區（英語：Crystal Falls Township）是位於美國密歇根州艾昂縣的一個行政鎮區。

## 地方資料
水晶瀑布鎮區的面積為609.10平方千米，當中陸地面積為592.40平方千米，而水域面積為16.70平方千米。根據2020年美國人口普查的數據，當地共有人口1647人，而人口密度為每平方千米2.7人。